# Adolf Lüderitz
Franz Adolf Eduard Lüderitz, né le 16 juillet 1834 et présumé mort le 22 octobre 1886, est un commerçant allemand de Brême et fondateur de Lüderitz, la première ville coloniale allemande du Sud-Ouest africain.

## Biographie
Né à Brême le 16 juillet 1834 dans une famille de marchands de tabac, Adolf Lüderitz vit d'abord aux États-Unis avant de succéder à son père en 1878 à la direction de l'entreprise familiale.
En 1881, il fonde une usine de tabac à Lagos, puis en 1883, fait acquérir des terres et des mines à Angra Pequeña dans le Sud-Ouest africain par son ami Heinrich Vogelsang, qui les achète au chef nama Josef Frederiks II (en). Le 12 mai 1883, le drapeau du Reich est planté sur Angra Pequeña (Fort Vogelsang). Le 25 août suivant, un immense territoire désertique, compris entre le 26e parallèle et le fleuve Orange, sur une profondeur de 150 km, est vendu à l'entreprise de Lüderitz par des chefs tribaux.
Après avoir demandé l'établissement d'un protectorat allemand, Adolf Lüderitz se rend dans la colonie et dans le centre du Sud-Ouest africain pour explorer de nouvelles opportunités. C'est le 11 octobre 1883 qu'Adolph Lüderitz met pour la première fois les pieds à Angra Pequeña, avant de rejoindre Bethanie le 25 novembre.
Il obtient le protectorat allemand en avril 1884 et organise alors plusieurs expéditions afin de faire prospérer ces territoires encore mal connus et d'essayer d'en déceler les richesses minières potentielles. Le 7 août 1884, Angra Pequeña est officiellement déclarée allemande.
Le 19 août 1884, Adolf Lüderitz signe un traité minier avec Piet Haibeb du clan des Topnaar de Scheppmannsdorf. Ludwig Koch devient à cette époque le représentant personnel de Lüderitz, apte à conclure des traités.
En septembre 1884, c'est August Lüderitz, le frère d'Adolf, qui est envoyé pour amadouer les Hereros du chef Maharero, sans succès.
Le 1er février 1885, le Tilly, navire de la compagnie de Lüderitz, sombre au large d'Angra Pequeña. Adolf Lüderitz fait alors banqueroute sans savoir qu'il possédait les plus fabuleuses réserves diamantifères du territoire. Il est alors obligé de vendre toutes ses actions à un consortium appartenant à la Deutsche Kolonialgesellschaft für Südwest-Afrika.
Lüderitz meurt noyé dans le fleuve Orange le 22 octobre 1886.

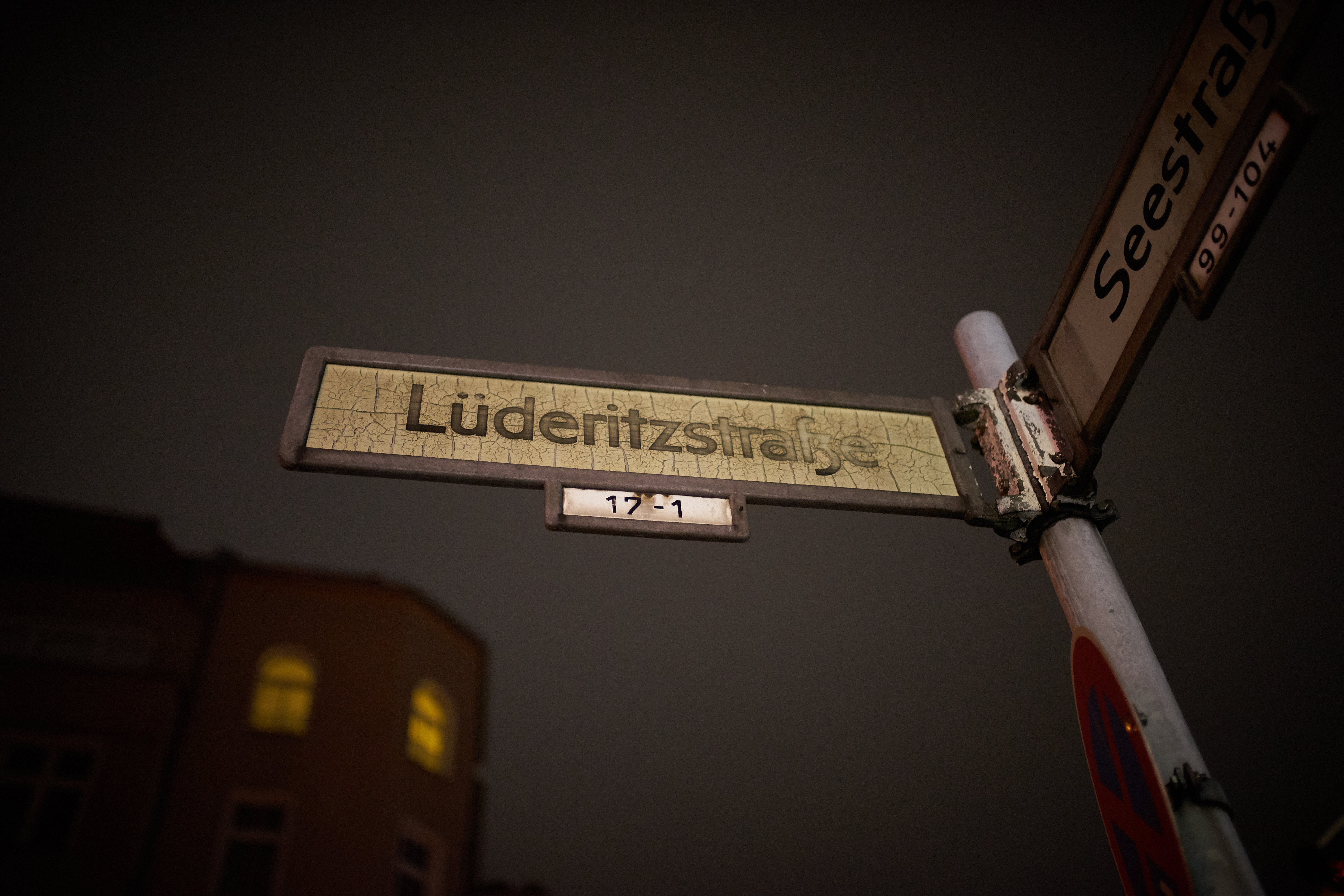
Plaque de la Lüderitzstraße à Berlin.

La baie d'Angra Pequeña est rebaptisée Lüderitzbucht en son honneur. Il existe également une rue à son nom dans l'Afrikanisches Viertel de Berlin. En 2021, l'Allemagne compte trente-sept rue qui portent son nom.